# Бертолло, Елена Станиславовна
Елена Станиславовна Бертолло (16 ноября 1962 год, Новосибирск) — художница, живописец, график, автор объектов и инсталляций, член Союза художников России с 1997 года. Входит в состав арт-группы BERTOLLO (Елена Бертолло и Андрей Бертолло). Пишет тексты. Художница и автор текстов проекта «Белый Мамонт» (литературный портал) www.belmamont.ru.

## Биография
В 1980—1985 годах училась на художественно-графическом факультете Новосибирского государственного педагогического института. В 1996—2015 преподавала в Новосибирском государственном художественном училище. Живёт в Новосибирске.
Работы художницы находятся в коллекциях Новосибирского государственного художественного музея, Новокузнецкого государственного художественного музея, Томского государственного художественного музея, Омского государственного художественного музея, в коллекции современного искусства Красноярского культурно исторического музейного комплекса, в коллекции муниципального Дома творчества Maison d’Emma (Франция), в частных коллекциях разных стран.

## Выставки

### Собственные
- 2002 год. «Дневник резидента». Maison d’Emma. St.Mathieu. Франция.
- 2004 год. Выставка коллажей. Галерея Вольфрама Курценберга. Ванхайм, Германия.
- 2005 год. Выставка арт-объектов. Галерея Вольфрама Курценберга. Ванхайм, Германия.
- 2006 год. «Так просто». НГХМ. Новосибирск. Россия.
- 2007 год. «Письма о долгой зиме». Галерея Chernoff. Новосибирск. Россия.
- 2007 год. «Письма о долгой зиме». Галерея Chernoff. Новосибирск. Россия.
- 2009 год. «Вместе навсегда». Галерея «Kagieff». Хельсинки. Финляндия.
- 2010 год. « Это не секрет…» Галерея «Сибирское искусство». Новокузнецк. Россия.
- 2012 год. «Отдай моё сердце». ГЦИИ. Новосибирск. Россия.
- 2014 год. «Молчаливые друзья детства». ГЦИИ. Новосибирск. Россия.
- 2014 год. «Больше чем зима». Выставка-акция. Галерея «Верх» /б/ц «Кокон»/. Новосибирск. Россия.
- 2015 год. «Что делать с мёртвым другом?». La Pushkin. Новосибирск. Россия.
- 2016 год. «Пока не располнела». ГЦИИ. Новосибирск. Россия.

### Совместные
- 2009 год. Современное искусство из России и Финляндии. Хельсинки, Финляндия.
- 2009 год. Международная биеннале современной графики. Новосибирск, Россия.
- 2010 год. «Лицом к стене». Галерея «Декарт». Новосибирск. Россия.
- 2011 год. «Прямая проекция». КМЦ. Красноярск. Россия.
- 2011 год. «Красный проспект». Новосибирская межрегиональная выставка-конкурс. ГЦИИ. Новосибирск. Россия. (диплом)
- 2012 год. Выставка «Российская абстракция: лирика и геометрия». ГАУК ТО «Музейный комплекс И. Я. Словцова». Тюмень. Россия.
- 2013 год. Региональная художественная выставка «Сибирь-Х1». НГХМ. Новосибирск. Россия. (диплом)
- 2013 год. Региональная выставка СХ России. Омск. Россия.
- 2013 год. Выставка Елены Бертолло и Тамары Грицюк «Холодно, холодно, тепло». Омский художественный музей. Россия.
- 2013 год. Выставка «Художественное хозяйство». Музей современного искусства «Эрарта». Санкт-Петербург. Россия.
- 2014 год. Международная художественная выставка «Евразия-арт: великие реки искусства». Омск. Россия. (диплом)
- 2016 год. «Выставка восьми». ГЦИИ. Новосибирск. Россия.
- 2016 год. Exhibitors at the Affordable Art Fair Milan 2016. Милан. Италия.
- 2016 год. Rotterdam International Art Fair. Роттердам. Нидерланды.
- 2016 год. Affordable Art Fair 2016. Амстердам. Нидерланды.

## Награды
- Фестиваль рекламы «Идея 2000» 1-е место (2000 год, Новосибирск).
- Гран-при и 1-е место (2000, Новосибирск).
- «Золотая линия» Региональный конкурс графического дизайна.
- Диплом III Международной бьеннале графики (2003, Новосибирск).
- Диплом Триеннале рисунка. (2004, Томск).
- Диплом Международного фестиваля-конкурса «Автопортрет в натуре» (2006, Бишкек, Киргизия).
- Диплом Региональной художественной выставки «Сибирь-Х» (2008, Новосибирск).
- Диплом Новосибирской межрегиональной выставки-конкурса «Красный проспект» (2011, Новосибирск).
- «Благодарственное письмо» полномочного представителя Президента РФ в Сибирском федеральном округе (2011, Новосибирск).
- Занесена в «Золотую книгу культуры Новосибирской области»(2012, Новосибирск).
- Благодарность ВТОО «СХРоссии» за большой вклад в развитие современного изобразительного искусства (2013, Москва).
- Диплом Региональной художественной выставки «Сибирь-Х1» (2013, Новосибирск).